# Дубрава (Клинцовский район)
Дубрава — поселок в Клинцовском районе Брянской области, в составе Великотопальского сельского поселения.

## География
Находится в западной части Брянской области на расстоянии приблизительно 19 км на юг по прямой от железнодорожного вокзала станции Клинцы.

## История
Известен с 1920-х годов как поселок Свобода. В середине XX века переименован.

## Население
Численность населения: 170 человек (1926), 30 человек (2002), 22 человек (2010), 21 человек (2013).
Будет упразднен как фактически не существующий в связи с переселением всех жителей на постоянное место жительства в другие населённые пункты.